# Феоген (Козырев)
Архимандрит Феоген (в миру Василий Львович Козырев, 27 января 1862, Санкт-Петербург — 12 июля 1939, Коми АССР) — архимандрит Русской православной церкви. Святой Русской православной церкви.

## Биография
Родился в семье служащего конюшенного ведомства при царском дворце Льва Козырева. За казённый счёт окончил Александровскую гимназию в 1883 году. Был женат, овдовел, его сын Николай после прихода к власти большевиков эмигрировал за границу. После прихода к власти большевиков и передачи конюшеного ведомства автобазе, работал там же кладовщиком вплоть до 1924 года. После выхода на пенсию Василий Львович поселился в Мещовском Георгиевском монастыре Калужской губернии, где в 1924 году был пострижен в монашество в честь священномученика Феогена, епископа Парийского.
В 1926 году был рукоположён в сан иеромонаха епископом Мосальским Германом (Вейнбергом), продолжив служение в Мосальске, являясь духовником архиерея. В 1928 году он переехал вместе с епископом Германом в Бугуруслан, куда владыка был назначен викарием, а в 1930 году с получением епископом Германом самостоятельной кафедры переехал вместе с ним в Алма-Ату, где совершал свое служение в Николо-Кучугурской церкви. В 1932 году возведен в сан архимандрита.
В 1932 году вместе с епископом и всем клиром церкви был арестован. Был обвинен в участии в контрреволюционной организации церковников. 25 июня 1933 года Тройкой при полномочном представительстве ОГПУ в Казахстане приговорён к трём годам ссылки в Западную Сибирь, в 1933—1935 годах был ссыльным в городе Таре Омской области. В декабре 1935 вернулся в Алма-Ату, где вновь служил в Николо-Кучугурской церкви, но уже в марте следующего года был вновь арестован и выслан в Чимкент.
1 декабря 1936 года арестован в Чимкенте по обвинению в антисоветской и контрреволюционной деятельности под видом религии. 21 мая 193 года приговорён к пяти годам ссылки в Северную область. Находился в местах заключения в Коми АССР, где и скончался.
На Юбилейном Архиерейском соборе Русской православной церкви в августе 2000 году был причислен к лику святых.